# IceFrog
IceFrog es un diseñador de videojuegos, conocido especialmente por ser el desarrollador más veterano y  actual para el mapa personalizado Defense of the Ancients del Warcraft III. Él es actualmente empleado por Valve Corporation como el diseñador jefe de Dota 2, la secuela independiente para el escenario original.

## Trabajo

### Antecedentes
Steve Feak, también conocido por el apodo de Guinsoo, fue diseñador anterior del popular mapa personalizado de Warcraft III: The Frozen Throne, DotA: Allstars. Usó el mapa de DotA original creado por Eul (Defense of the Ancients para Warcraft III: Reign of Chaos) como base de su proyecto. Feak modificó DotA: Allstars mediante la adición de su propia mezcla de contenido.
Entre las variantes de DotA creadas a raíz del mapa de Eul, Allstars se convirtió en la versión más popular del mapa. Feak dijo que cuando comenzó a desarrollar Allstars no tenía ni idea de lo popular que el juego se convertiría finalmente, el gran éxito emergente de este tipo de juego le inspiró para diseñar un nuevo título en torno a lo que él consideraba un género emergente de los juegos. Feak añadido una receta para el sistema de puntos de forma que un jugador pudiese volverse potente y así hacer subir al resto del equipo, así como también añadió a un personaje poderoso, un jefe llamado Roshan (que es el nombre de su bola de boliche).

### Defense of the Ancients
La participación de IceFrog con DotA comenzó en 2005, cuando heredó las riendas de la variante dominante titulada DotA Allstars de "Neichus", quien la heredó a su vez de Steve "Guinsoo" Feak. Desde el comienzo de su participación, IceFrog ha añadido muchas características, incluyendo héroes, objetos y arreglos de juego. Cada versión se acompaña de un registro de cambios lanzado en la web oficial. IceFrog es conocido por su continuado el anonimato, sin haber dado a conocer públicamente su nombre real. Él sin embargo revelan que tenía 25 años de edad en su blog el 3 de febrero de 2009.

### Heroes of Newerth
En 2006, S2 Games contrató a IceFrog para trabajar en el videojuego Heroes of Newerth.

### Dota 2
El Desarrollo de Dota 2 se inició en 2009, cuando IceFrog, fue contratado por Valve como diseñador en jefe. Dota 2 fue elogiado por los críticos de videojuegos, que alababan su modo de juego gratificante, una mayor calidad de la producción y la fidelidad a su predecesor. Sin embargo, el juego fue criticado por su empinada curva de aprendizaje y la comunidad inhóspito. Dota 2 se ha convertido en el juego más jugado de forma activa a través de Steam, con picos diarios de más de 800.000 jugadores simultáneos.
Después de extensas pruebas internas, Dota 2 se hizo visible por primera vez al público en la Gamescom 2011, con la primera edición de " The International ". Coincidiendo con este acontecimiento, Valve abre las inscripción para las invitaciones a la beta;. las primeras invitaciones fueron enviadas poco después de la Gamescom. Durante el evento, Gabe Newell especuló que Dota 2 probablemente el lanzamiento será para el 2012, a pesar de los planes originales para un lanzamiento completo a finales del 2011. Después de casi dos años de fase beta, la transición para el lanzamiento se puso en marcha el 21 de junio de 2013, y fue lanzado oficialmente el 9 de julio de 2013, con un registro de jugadores únicos mensuales a más de tres millones. Dos meses después del lanzamiento del juego, Gabe Newell afirmó que las actualizaciones de Dota 2 generaron aproximadamente el tres por ciento el tráfico global de Internet. El 16 de diciembre de 2013, las restricciones finales contra el acceso global ilimitado a Dota 2 se levantaron después de que la infraestructura y los servidores del juego se reforzaron considerablemente. Paralelamente al continuo desarrollo de Dota2, IceFrog continua parcialmente trabajando las futuras actualizaciones del Defense of the Ancients original lo que genera continuamente nuevos prospectos para el mismo Dota 2.